# Vụ phát hành tập thơ "Trần Dần – Thơ"
Vụ phát hành tập thơ "Trần Dần – Thơ" là diễn trình sự kiện và vụ việc liên quan đến việc phát hành tập thơ của cố nhà thơ Trần Dần, nhân vật được coi là đi đầu trong phong trào Nhân Văn – Giai Phẩm (1955 – 1958), xảy trong những tháng đầu năm 2008 tại Việt Nam mà chủ yếu từ sau khi xuất hiện bức Thư ngỏ do các nhà văn, nhà nghiên cứu đồng ký tên đề nghị thu hồi quyết định ngừng phát hành tập thơ.
Tập Trần Dần – Thơ tập hợp các bài thơ của Trần Dần được Công ty Cổ phần Văn hóa và Truyền thông Nhã Nam phối hợp với Nhà Xuất bản Đà Nẵng phát hành dưới sự cấp phép của Cục Xuất bản Việt Nam nhưng ngay sau đó đã xảy ra một số rắc rối xung quanh vấn đề phát hành thi tuyển này. Liên quan đến vụ việc, ngày 5 tháng 3 năm 2008, 134 người là các nhà văn hóa, tác giả văn học và nhà nghiên cứu ở trong cũng như ngoài nước (Việt Nam) đồng ký tên vào một bức thư ngỏ gửi đến Quốc hội cùng Văn phòng Thủ tướng Chính phủ Việt Nam, v.v..., kiến nghị nhà nước xem xét lại quyết định đình chỉ việc lưu hành tập thơ mang tên "Trần Dần – Thơ" của Bộ Thông tin và Truyền thông Việt Nam, mặc dù tập thơ này đã có giấy phép do Cục xuất bản cấp và đã phát hành được vài ngày. Cuối cùng quyết định chính thức của Cục Xuất bản Việt Nam là xử phạt hành chính công ty Nhã Nam 15 triệu đồng và tiếp tục cho lưu hành tập thơ.

## Bối cảnh
Khi được Cục xuất bản cấp phép, Công ty Cổ phần Văn hóa và Truyền thông Nhã Nam đã dành khá nhiều công sức cho việc giới thiệu quyển thơ của Trần Dần, nhân vật được coi là đi đầu trong phong trào Nhân văn Giai phẩm, một thời gian dài bị lên án, bị cấm tại Việt Nam. Nhưng gần đây thơ Trần Dần được công nhận trở lại, được đánh giá công trạng, tháng 3 năm 2007 Trần Dần được trao Giải thưởng Nhà nước về Văn học là phần thưởng cao quý cấp nhà nước. Tuy vậy, giới lãnh đạo văn nghệ tại Việt Nam có vẻ vẫn còn ít nhiều e dè với cả lý lịch lẫn tư tưởng cách tân của nhà thơ Trần Dần. Sau khi cuốn sách do Nhã Nam hợp tác với nhà xuất bản Đà Nẵng đã được phát hành, nhưng tại Ngày thơ Việt Nam lần thứ VI (ngày 21 tháng năm 2008) ở Hà Nội tổ chức tại Văn Miếu, tập Trần Dần – Thơ đã không được phép đưa vào bán bình thường như các cuốn sách khác, theo một lệnh miệng từ Cục xuất bản . Tiếp theo, ngày 26 tháng 2 năm 2008, Bộ Văn hóa Thông tin và Truyền thông ra lệnh phong tỏa tất cả số sách còn lại nằm trong kho của hai cơ sở này với lý do là giấy phép của Cục Xuất Bản không hợp lệ. Với quyết định này, Bộ Thông tin và Truyền thông tỏ ra bất nhất đối với một nhà thơ đã chết và đã trả đủ nợ Nhân văn Giai phẩm với nhiều năm tù và chết trong cô đơn chỉ vì một bài thơ, nhưng đã được minh định lại với phần thưởng cao quý là giải thưởng Nhà nước về văn học. Sau khi sự việc xảy ra lập tức một làn sóng phản đối nổi lên khắp nơi, đặc biệt là tại thủ đô Hà Nội nơi sinh trưởng của nhà thơ và cũng là nơi tập trung nhiều nhà hoạt động văn hóa, văn nghệ trong nước. Các nhà văn hóa trong đó có giáo sư, nhà văn, dịch giả, Phó chủ tịch Hội Nhà văn Hà nội,... đã viết bức thư ngỏ, lúc đầu chỉ có tám người ký tên, ngày 5 tháng 3 năm 2008 đã có 134 người ký tên kiến nghị nhà nước thu hồi quyết định ngưng cho phát hành tập thơ.

### Lý do vụ việc
Công ty Nhã Nam cho biết vào ngày 25 tháng 2, công ty này nhận được công văn từ Bộ Thông tin và Truyền thông về việc yêu cầu báo cáo và giải trình việc xuất bản cuốn thơ Trần Dần không theo đúng quy định xuất bản, bởi "quyết định xuất bản số 573/QĐ-ĐaN ngày 10 tháng 8 năm 2007 do ông Nguyễn Đức Hùng, Phó Giám đốc – Tổng biên tập ký không có hiệu lực để thực hiện xuất bản cuốn Thơ của tác giả Trần Dần". Nhưng theo quan điểm của Nhã Nam thì tập Trần Dần – Thơ đã hoàn toàn tuân thủ mọi quy trình xuất bản do Nhà xuất bản Đà Nẵng đề ra. Thông tin này được BBC ghi nhận trong bài viết "Trao thư ngỏ về vụ thơ Trần Dần".
Thông tin chính thức trên báo chí cho biết phía quản lý Nhà nước khẳng định cho ngưng tập thơ không vì "nội dung" hay "vì Trần Dần" mà chỉ thuần túy là do các thủ tục hành chính.
Theo ông Nguyễn Đức Hùng (tức nhà văn Đà Linh) – Phó GĐ kiêm Tổng biên tập Nhà xuất bản Đà Nẵng- thì tập thơ đã đăng ký đề tài xuất bản từ năm 2006, và đã được chủ quản là Ủy ban Nhân dân Thành phố Đà Nẵng thông qua, sau đó được Cục Xuất bản chấp nhận bằng Văn bản số 816-2006/CXB/05/79/DaN (ngày 2/11/2006). Nhưng do một số lý do không chuẩn bị kịp, sang năm 2007, bản thảo này được đăng ký lại, ủy ban thành phố lại một lần nữa thông qua, sau đó lại được Cục Xuất bản chuẩn y theo kế hoạch xuất bản hàng năm bằng Văn bản số 279-2007/CXB/33-27/DaN (vào ngày 17 tháng 4 năm 2007). Chính ông Hùng ký quyết định xuất bản. Điều ngạc nhiên đến ngày 11 tháng 8 năm 2007, ông Nguyễn Hữu Chiến là giám đốc mới, mới về mhậm chức Giám đốc Nhà xuất bản Đà Nẵng trước đó 10 ngày, lại ký một quyết định khác thu hồi quyết định cho xuất bản do ông Hùng đã ký trước đó 1 ngày. Ông Chiến ký quyết định thu hồi nhưng không hề trao đổi với ông Nguyễn Đức Hùng -người đã ký quyết định cho xuất bản trước đó- về quyết định thu hồi này. Mặt khác, tuy quyết định ngưng việc xuất bản "Trần Dần – Thơ" đã được ông Nguyễn Hữu Chiến ký từ ngày 11 tháng 8 năm 2007, nhưng mãi đến 25 tháng 2 năm 2008, Cục Xuất bản mới nhận được. Vì lý do trên, Nhã Nam đã bị Chánh thanh tra Bộ Thông tin và Truyền thông Việt Nam yêu cầu báo cáo, giải trình bởi không đúng quy định xuất bản.
Ông Hùng phó giám đốc trực kiêm bí thư đảng ủy Nhà xuất bản nói:"Suốt 23 năm qua tại Nhà xuất bản Đà Nẵng tôi đã từng ký xuất bản hàng trăm cuốn sách, nhưng chưa khi nào xảy ra sự việc như thế này... Là Phó GĐ trực – Tổng biên tập kiêm Bí thư Đảng ủy, từ trước tới nay giữa các đời giám đốc và tôi cùng chịu trách nhiệm như nhau trong mọi quyết định của Nhà xuất bản, điều này hoàn toàn phù hợp với tinh thần của Luật Xuất bản...".
Ngày 26 tháng 2 năm 2008, một đoàn cán bộ Bộ Thông tin và Truyền thông, Cục Xuất bản... tới công ty Nhã Nam lập biên bản ngừng phát hành tập thơ, niêm phong toàn bộ sách trong kho. Tuy nhiên số sách này, nói như ông Chánh thanh tra Bộ thì "hình như họ in nhiều, giờ trong kho chẳng còn đáng mấy".
Ngày 5 tháng 3 năm 2008, 134 người là các nhà văn hóa, học giả, khoa học lên tiếng đề nghị thu hồi lại quyết định ngừng phát hành tập thơ, viết thư ngỏ gửi đến Quốc hội và Chính phủ Việt Nam. Lý do họ viết thư ngỏ bởi vì, theo như họ viết trong thư: "chúng tôi lấy làm hoài nghi lý do được đưa ra để ngưng phát hành Trần Dần – Thơ", họ sợ rằng "Trần Dần Thơ" sẽ lại bị thu hồi và thủ tiêu với lý do vi phạm hành chính giống như tiểu thuyết Chuyện kể năm 2000 của nhà văn Bùi Ngọc Tấn (2000) và việc gỡ bỏ tác phẩm đang triển lãm của hai họa sĩ Trương Tân và Nguyễn Quang Huy (2007). "Hai vụ việc này đều được thực hiện với lý do vi phạm hành chính, mặc dù ai cũng hiểu bản chất thực của việc cấm đoán là gì", mà "không bao giờ có một văn bản đàng hoàng nói rõ lý do sách hoặc tranh bị cấm ra mắt công chúng".

### Xử lý của cơ quan chức năng: Nhắc nhở và phạt chính thức
Ngày 7 tháng 3, công văn số 145/QĐ- XPHC do ông Nguyễn Thanh Hải ký, không nói gì đến tiêu hủy hay đình chỉ, mà là: nhắc nhở và phạt Nhã Nam "Xuất bản Thơ Trần Dần không có quyết định của Giám đốc Nhà xuất bản". Cụ thể: Công ty cổ phần Văn hóa và Truyền thông Nhã Nam không kiểm tra giấy ủy quyền của Phó Giám đốc, đã ký hợp đồng với Phó Giám đốc vào ngày 10 tháng 8 năm 2007, nên đã thực hiện hợp đồng vô hiệu. Phạt Nhã Nam tiền mặt 15 triệu đồng và hình thức phạt bổ sung là: Tịch thu 19 cuốn "Thơ Trần Dần" (vốn bị niêm phong từ hôm 26/2) và tiếp tục cho phát hành tập thơ.

### Ý kiến
Giáo sư Nguyễn Huệ Chi (Nguyên Chủ tịch Hội đồng khoa học, Viện Văn học Việt Nam) người giữ trọng trách biên tập và gửi bức thư ngỏ nói:
"Chúng tôi thấy việc làm như thế là tùy tiện và hoàn toàn không có cơ sở. Đặt vấn đề thu hồi một cuốn sách, mà một cuốn sách đó chỉ có thêm giá trị văn hóa cho đất nước này thôi. Cho nên chúng tôi làm việc ấy cũng chỉ với thiện chí làm muốn tránh cho nhà nước khỏi một dư luận, mà dư luận đấy theo tôi là sẽ không hay, sẽ rất không hay cho nhà nước này".
"Bởi vì việc này từ trước không ai dám nói, đối với những cuốn sách trước nó cũng chẳng có chuyện gì cả thế mà cũng đùng đùng thu hồi. Và người ta vẫn cứ im lặng chịu đựng chuyện ấy. Bây giờ thì chúng tôi phải lên tiếng và lên tiếng một cách minh bạch và có phép tắc hẳn hoi. Chúng tôi sẽ đến gặp Quốc hội để trình thư ngỏ này với 134 nhà khoa học, nhà văn hóa, nhà văn, văn nghệ sĩ". 
Nhà phê bình văn học Phạm Xuân Nguyên (Phó chủ tịch Hội Nhà văn Hà Nội, Trưởng phòng văn học so sánh, Viện Văn học (Việt Nam)) cũng là một người ký tên vào thư nói:
"Cái bức xúc thứ nhất thường là không nêu rõ lý do vì sao như vậy. Hoặc là lý do nó ẩn đàng sau đó nhưng lại quy về các vấn đề hành chính, chớ không chịu nói thẳng ra rằng là tác phẩm này là xấu, là vi phạm cái này cái khác. Tất cả những vụ việc thường chỉ được quy về lý do hành chính, lý do bên ngoài. Đó là một sự gây bức xúc.
Thế thì từ xuất phát tình hình đó thì nhóm nhà văn, nghệ sĩ trong đó có nhà thơ dịch giả Chân Tường, nhà văn nhà giáo dịch giả Phạm Toàn, Châu Diên, giáo sư Nguyễn Huệ Chi và tôi nghĩ rằng là ở đây dù có thể giải quyết về vụ vi phạm hành chính nhưng nó có thể không còn là tiền lệ nữa mà nó là lập lại một cái một vấn đề mà lâu nay ứng xử của các cơ quan nhà nước quản lý về tác phẩm văn học nghệ thuật như vậy thì nên có một tiếng nói của giới văn nghệ sĩ gởi đến những người có trách nhiệm để thứ nhất giải tỏa việc này".
Nhà thơ Bùi Minh Quốc gửi thư cho Chủ nhiệm Ủy ban Pháp luật, Quốc hội nước Cộng hòa Xã hội Chủ nghĩa Việt Nam, Bộ trưởng Bộ Thông tin và Truyền thông CHXHCN Việt Nam, Tổng Thanh tra Chính phủ CHXHCN Việt Nam, Ban Tuyên giáo Trung ương và Ban Chấp hành Hội Nhà văn Việt Nam cùng toàn thể các đồng nghiệp trong Hội. Ông viết: 
"Việc bắt phải ngừng phát hành tập sách Trần Dần – Thơ với lý do "vi phạm hành chính về xuất bản" cần phải được công bố công khai trên các báo đài trong nước để "dân biết, dân bàn"".
"Theo nhận xét của riêng tôi, việc bắt phải ngừng phát hành tập sách Trần Dần – Thơ với lý do "vi phạm hành chính về xuất bản" thực chất chỉ là hành vi tiếp tục vùi dập một công trình văn hóa bị buộc phải cất kỹ trong ngăn kéo đằng đẵng bao năm qua, trong khi đáng ra công trình ấy cần được đưa tới bạn đọc càng sớm càng tốt".
"Nhà thơ Trần Dần đã được tặng Giải thưởng Nhà nước về văn học nghệ thuật (cùng với các bạn ông trong nhóm Nhân văn-Giai phẩm là Phùng Quán, Hoàng Cầm, Lê Đạt), đấy là biểu hiện một bước nhích tới rất đáng khích lệ của Đảng và Nhà nước ta trong công cuộc đổi mới. Hành vi của một số người chủ chốt trong đoàn thanh tra liên ngành do Bộ Thông tin–Truyền thông cầm đầu thực chất là hành vi chống đổi mới, làm tổn thương danh dự của Đảng và Nhà nước ta trước giới trí thức văn nghệ sĩ cả nước và toàn thế giới".
"Vì vậy, tôi khẩn thiết yêu cầu Ban Chấp hành Hội Nhà văn Việt nam cần có thái độ về vụ việc này đồng thời tổ chức ngay một hội thảo chuyên đề về hai tác phẩm bị cấm, bị nghiền là Trần Dần – Thơ và tiểu thuyết Chuyện kể năm 2000".
Ông Nguyễn Đức Hùng – Phó giám đốc, Tổng biên tập Nhà xuất bản Đà Nẵng cho rằng: 
"Luật xuất bản chỉ là hành lang pháp lý, còn thực tiễn áp dụng lại phụ thuộc vào tình hình thực tế của từng Nhà xuất bản".
Ông Nguyễn Kiểm, Cục trưởng Cục Xuất bản cho biết việc ông Hùng tự ý ra quyết định xuất bản Trần Dần – thơ, mà không có ủy quyền của giám đốc là sai thẩm quyền: 
"Sự phối hợp không ăn ý giữa những người tổ chức thực hiện và đối tác liên kết đã dẫn đến việc một số ấn bản Trần Dần - thơ bị thu hồi, gây dư luận không tốt là Nhà nước cấm đoán. Cục Xuất bản khẳng định không cấm xuất bản Trần Dần - thơ. Việc cho in bài này, không in bài kia là "gu" của từng giám đốc Nhà xuất bản. Phó giám đốc có thể không tâm phục nhưng phải chấp thuận vì quyền hạn, trách nhiệm đã được quy định. Còn giám đốc Nhà xuất bản có đủ năng lực, trình độ hay không thì lại là việc khác".